# Canmore
Canmore is een plaats (town) in de Canadese provincie Alberta en telt 12,288 inwoners (2011).
Canmore ligt aan de Trans-Canada Highway, ongeveer 90 km westelijk van Calgary en 18 km zuidoostelijk van Banff.
Canmore was een wedstrijdlocatie bij de Olympische Winterspelen 1988 in Calgary. In het Canmore Nordic Centre werden de langlauf- en biatlonwedstrijden gehouden, evenals het onderdeel langlaufen van de noordse combinatie. Het centrum is nu een provinciaal park waar de Canadese nationale teams trainen en waar ook nog internationale wedstrijden worden gehouden.

## Geboren
- Tristan Tafel (26 februari 1990), freestyleskiër
- Kristofor Mahler (26 februari 1995), freestyleskiër
- Sara Poidevin (7 mei 1996) is een wielrenster
- Connor Howe (10 juni 2000), schaatser

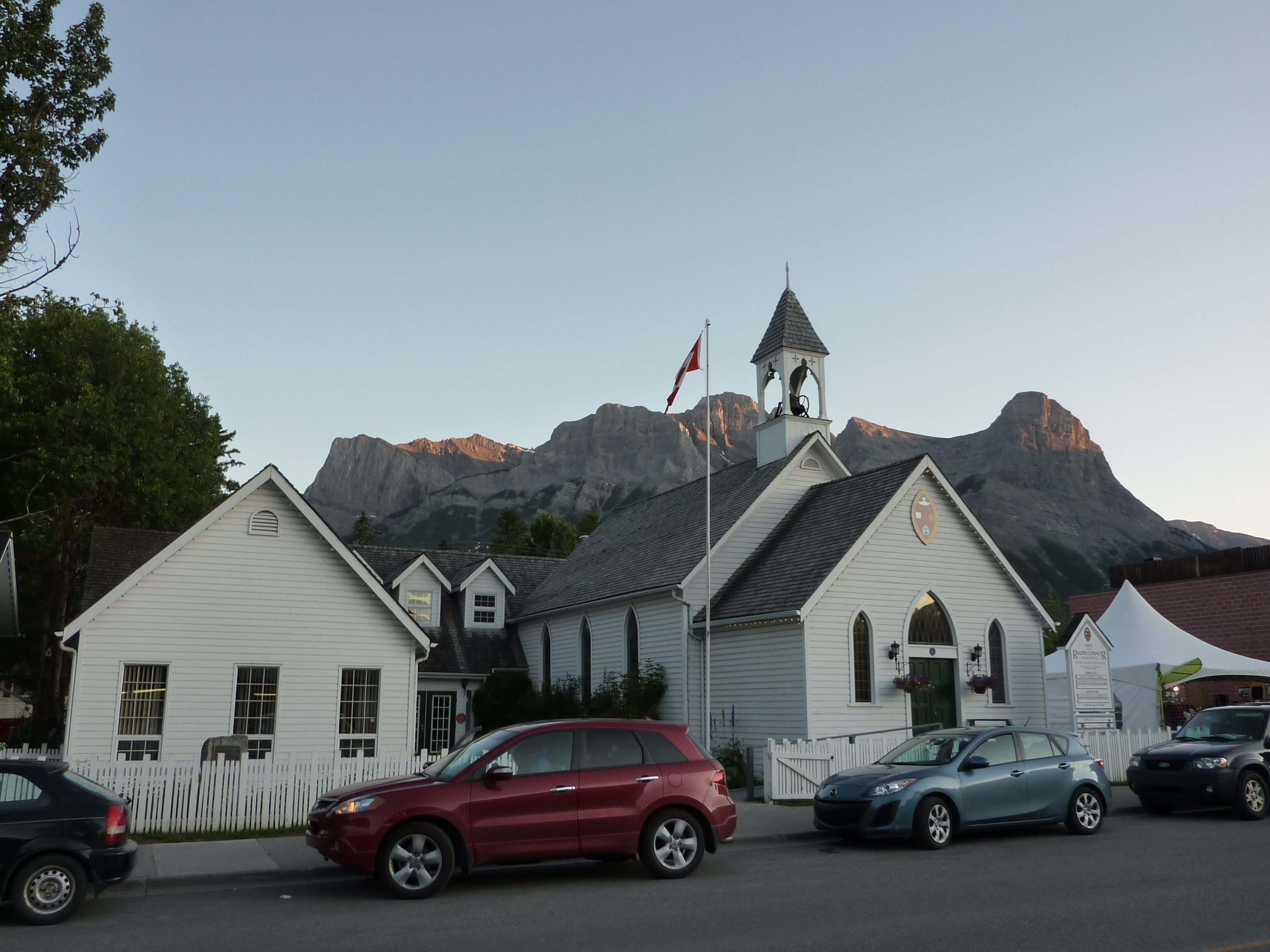
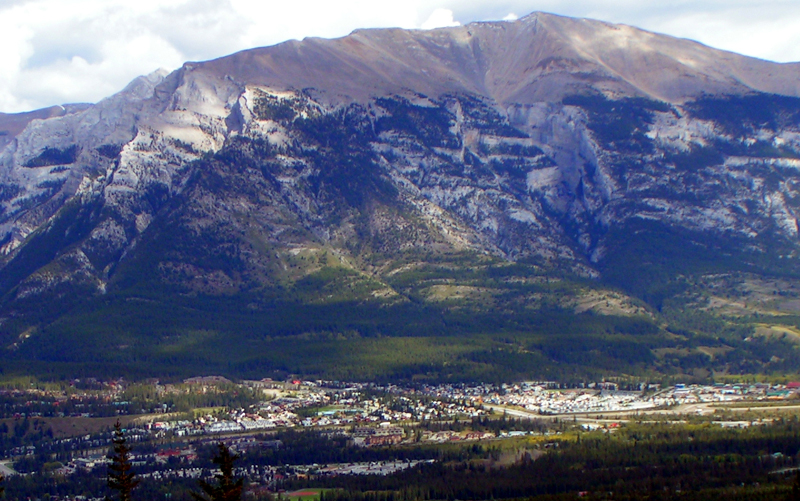
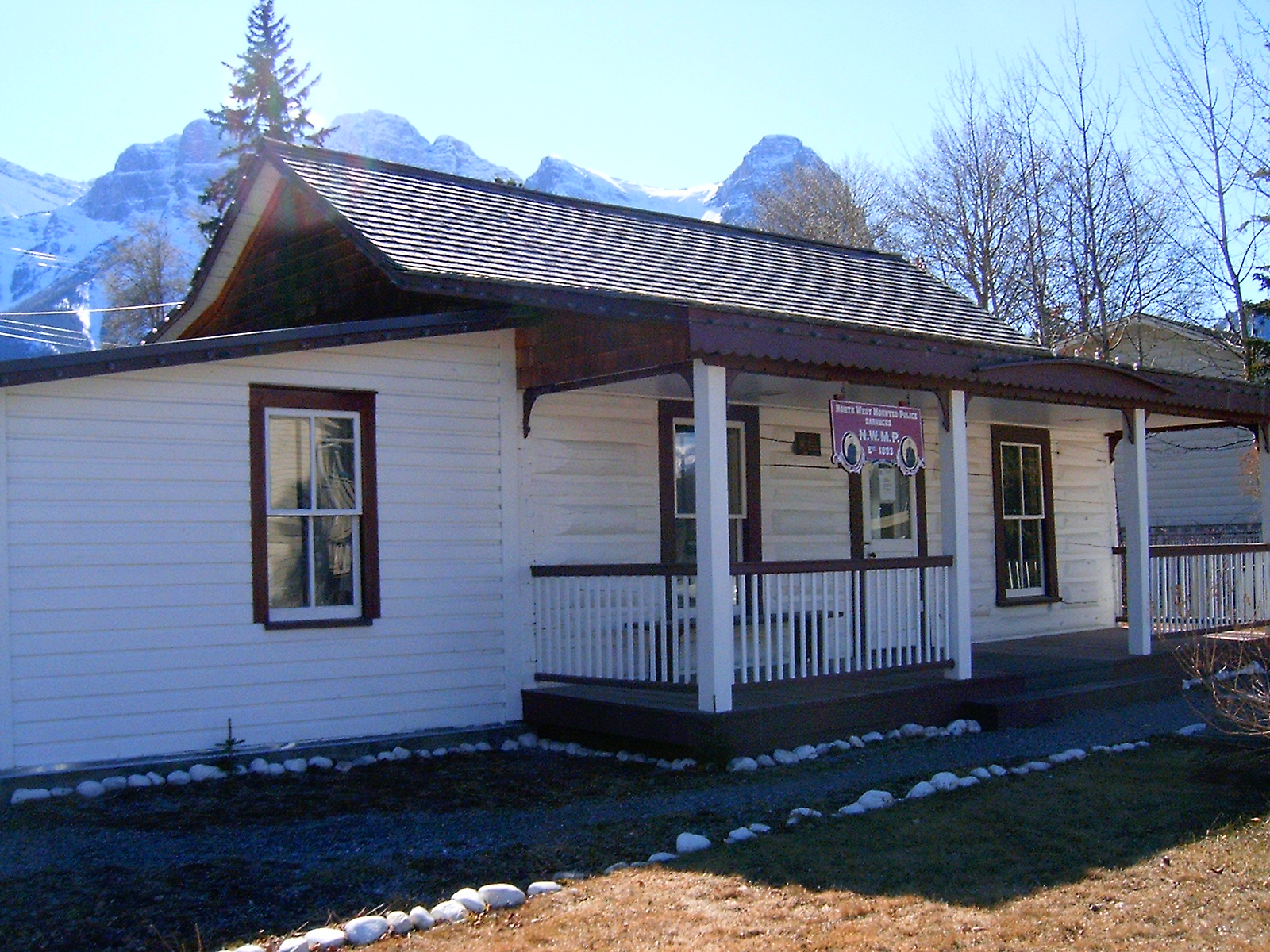
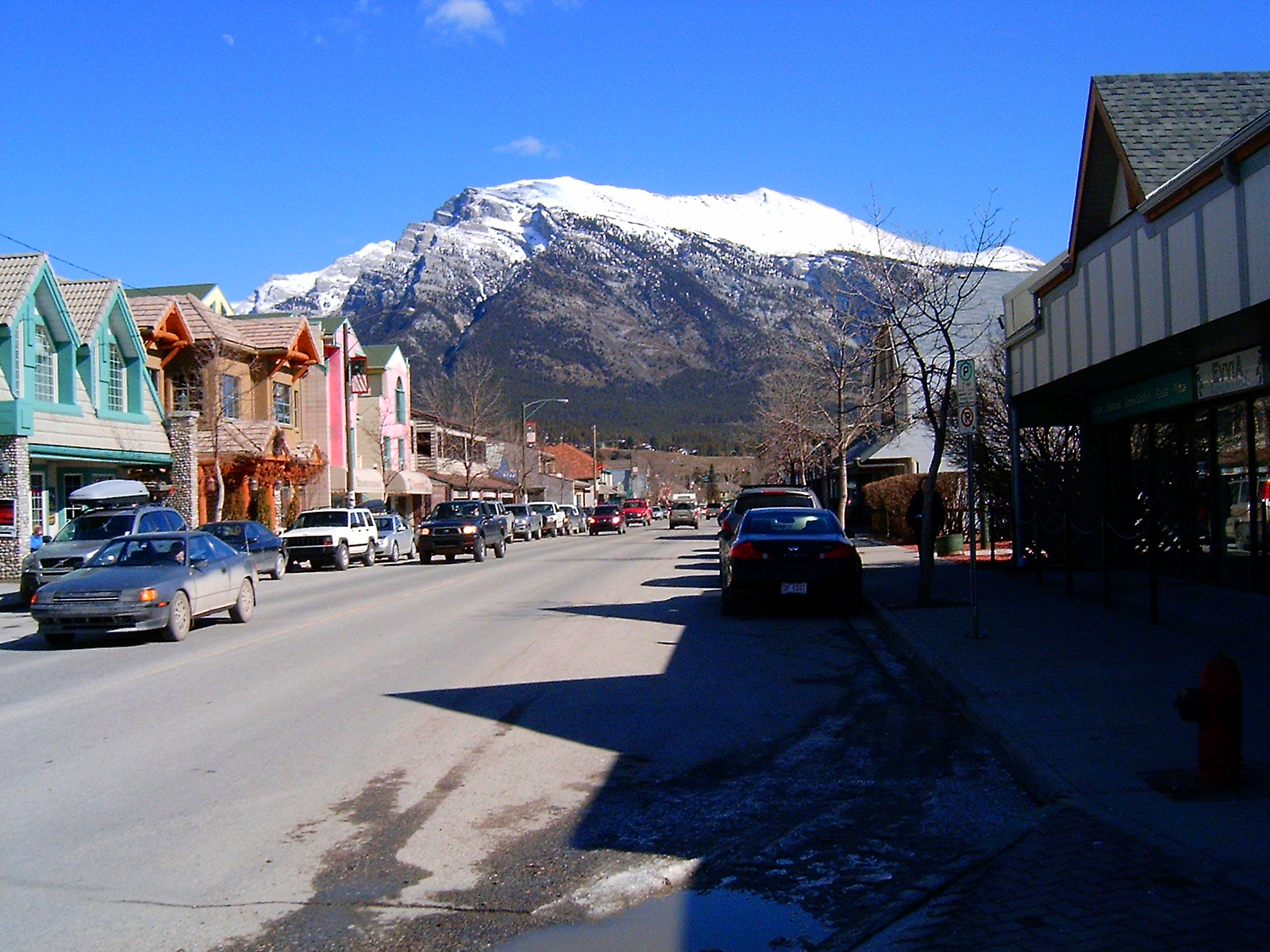
Main Street
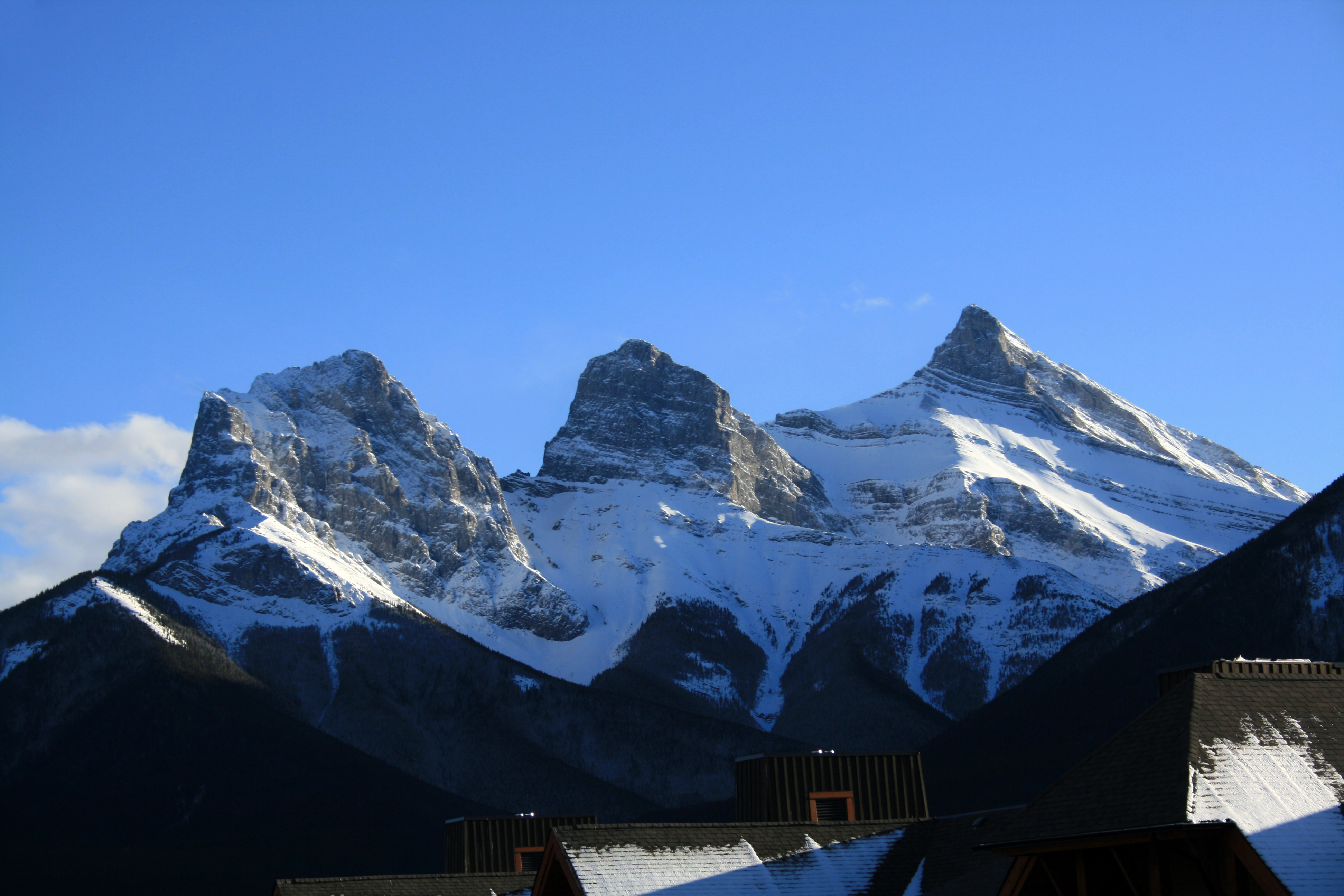
Three Sisters